# مدل زبانی مسیرها
مدل زبانی مسیرها (به انگلیسی: Pathways Language Model) یا اختصاراً پام (به انگلیسی: PaLM)، یک مدل زبانی بزرگ مبتنی بر ترنسفورمرهایی با ۵۴۰ میلیارد پارامتر است که توسط هوش مصنوعی گوگل توسعه داده شده‌است. محققان همچنین نسخه‌های کوچک‌تری از مدل‌های ۸ و ۶۲ میلیاردی پام را آموزش دادند تا تأثیرات مقیاس مدل را آزمایش کنند.